# Diadelia bispina
Diadelia bispina är en skalbaggsart som först beskrevs av Leon Fairmaire 1904.  Diadelia bispina ingår i släktet Diadelia och familjen långhorningar.
Artens utbredningsområde är Madagaskar. Inga underarter finns listade i Catalogue of Life.